# Agrostis imbecilla
Agrostis imbecilla é uma espécie de gramínea do gênero Agrostis, pertencente à família Poaceae.